# Il Gattopardo (miniserie televisiva)
Il Gattopardo è una miniserie televisiva italo-britannica tratta dall'omonimo romanzo di Giuseppe Tomasi di Lampedusa, diretta da Tom Shankland con la collaborazione di Laura Luchetti e Giuseppe Capotondi.
Distribuita su Netflix a partire dal 5 marzo 2025, la serie è il secondo adattamento dopo il film del 1963 di Luchino Visconti.

## Trama
Sicilia, 1860. La spedizione dei mille sbarca nell'isola con l'appoggio della popolazione. Concetta, figlia del Principe di Salina, deve affrontare la sua vita sentimentale.

## Produzione
Le riprese sono iniziate nel 2023. Le principali loclità delle riprese sono Palermo, Catania e Siracusa, con scene girate anche a Torino mentre scene di interno sono state girate a Palazzo Chigi a Roma.

### Cast
Saul Nanni ricopre il ruolo di Tancredi Falconeri precedentemente interpretato da Alain Delon. L'attore afferma di essere onorato di interpretare un personaggio così «iconico» e di poter seguire le orme di un attore «incredibile» come Delon. Per prepararsi al ruolo di Tancredi, ha intrapreso un'attenta rilettura del romanzo e un'analisi approfondita del film, cercando di comprendere i meandri delle dinamiche familiari e sociali dell'aristocrazia siciliana del 1860. Deva Cassel interpreta il ruolo di Angelica ricoperto da Claudia Cardinale nel 1963.

## Distribuzione
Il primo teaser è uscito il 19 novembre 2024, seguito dal trailer ufficiale il 30 gennaio 2025. La serie è stata diffusa su Netflix dal 5 marzo 2025.

## Accoglienza
La miniserie ha ottenuto recensioni miste dalla critica televisiva.

## Riconoscimenti
- Nastri d'argento - Grandi Serie
  - 2025 – Nastro d'argento Speciale - Protagonisti dell'anno a Kim Rossi Stuart[20]
  - 2025 – Candidatura alla miglior serie TV - Drama[21]
  - 2025 – Candidatura alla migliore attrice protagonista a Benedetta Porcaroli
  - 2025 – Candidatura al miglior attore non protagonista a Paolo Calabresi
  - 2025 – Candidatura al miglior attore non protagonista a Francesco Colella